# La Livinière
La Livinière (okzitanisch La Livinièra) ist eine französische Gemeinde mit 526 Einwohnern (Stand: 1. Januar 2022) im Département Hérault in der Region Okzitanien. Sie gehört zum Arrondissement Béziers und zum Kanton Saint-Pons-de-Thomières. Die Einwohner werden Liviniérois genannt.

## Lage
Die Gemeinde La Livinière liegt an der Grenze zum Département Aude in der Landschaft des Minervois und dem gleichnamigen Weinanbaugebiet Minervois-La Livinière am Südostfuß der Montagne Noire, etwa 30 Kilometer westnordwestlich von Narbonne. Durch die Gemeinde fließt der Ognon. Umgeben wird La Livinière von den Nachbargemeinden Ferrals-les-Montagnes im Norden, Boisset im Nordosten, Minerve im Nordosten und Osten, Siran im Osten, Azille im Südosten und Süden, Rieux-Minervois im Südwesten, Peyriac-Minervois im Südwesten und Westen, Félines-Minervois im Westen sowie Cassagnoles im Nordwesten. Durch die Gemeinde führt die frühere Route nationale 610.

## Bevölkerungsentwicklung
| Jahr                       | 1962 | 1968 | 1975 | 1982 | 1990 | 1999 | 2006 | 2013 | 2020 |
| Einwohner                  | 709  | 682  | 567  | 512  | 506  | 588  | 558  | 552  | 521  |
| Quellen: Cassini und INSEE |      |      |      |      |      |      |      |      |      |

## Sehenswürdigkeiten
- Kirche Saint-Étienne, seit 2006 Monument historique
- Marienheiligtum (Sanctuaire marial) Notre-Dame-du-Spasme, seit 2006 Monument historique

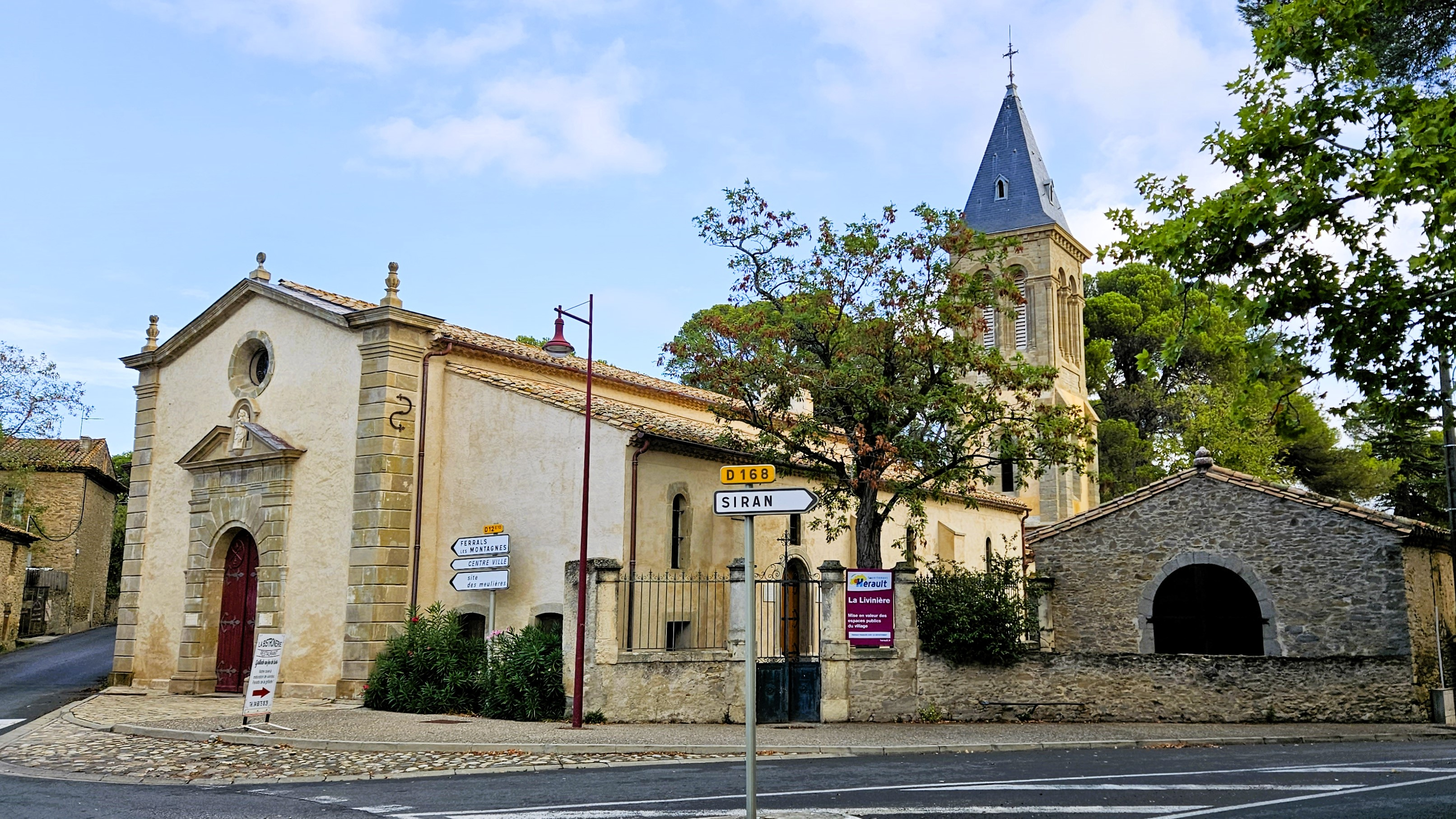
Marienheiligtum Notre-Dame-du-Spasme
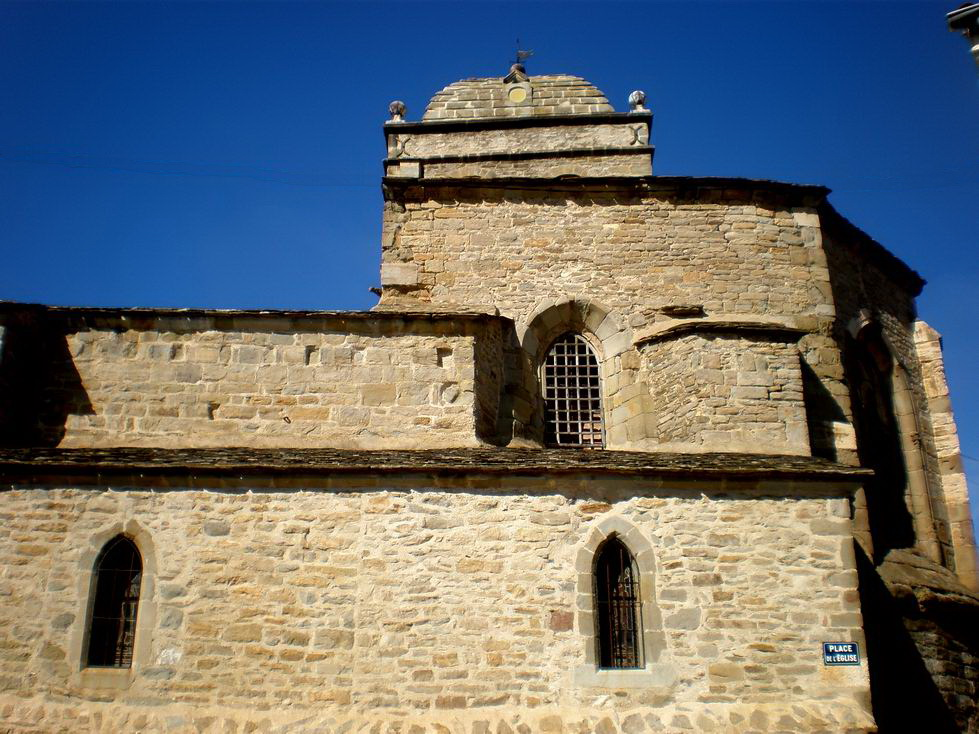
Kirche Saint-Étienne